# بخش المورا
بخش المورا (کومائونی: अल्माड जिला، هندی: अल्मोड़ा ज़िला، انگلیسی: Almora district) یک سکونتگاه مسکونی در هند است که در اوتاراکند واقع شده‌است.

## خصوصیات
بخش المورا ۳٬۰۸۲ کیلومتر مربع مساحت و ۶۳۰٬۵۶۷ نفر جمعیت دارد و ۱٬۶۴۶ متر بالاتر از سطح دریا واقع شده‌است.